# Delma borea
Delma borea — вид геконоподібних ящірок родини лусконогових (Pygopodidae). Ендемік Австралії.

## Поширення й екологія
Delma borea поширені на півночі Австралії. Вони живуть у прибережних мусонних і склерофітних лісах та на трав'янистих рівнинах, порослих спініфексом. 